# Jeparit
Jeparit – miasto w Australii, w stanie Wiktoria.